# 2000 în film
- 1999 în cinematografie — 2000 în cinematografie — 2001 în cinematografie

## Premiere românești
- Manipularea, de Nicolae Oprițescu - IMDB
- București-Viena, 8-15, de Cătălin Mitulescu - IMDB
- La bloc oamenii mor după muzică, de Cristian Nemescu - IMDB

Filme de scurt metraj
- Zapping, de Cristian Mungiu - IMDB
- Nici o întâmplare, de Cristian Mungiu - IMDB
- Corul pompierilor, de Cristian Mungiu - IMDB
- Invitație la masă, de Gabriel Sîrbu - IMDB

Documentare
- Masoneria română - adevăr și mistificare, de Răzvan Butaru - CineMagia

Documentare scurte
- Kitschitoarele.2 FM, de Cristian Nemescu - CineMagia

## Filmele cu cele mai mari încasări
| #   | Titlu                          | Studio                 | Încasări mondiale |
| --- | ------------------------------ | ---------------------- | ----------------- |
| 1.  | Mission: Impossible II         | Paramount              | $546,388,105      |
| 2.  | Gladiator                      | DreamWorks / Universal | $457,640,427      |
| 3.  | Cast Away                      | Fox / DreamWorks       | $429,632,142      |
| 4.  | What Women Want                | Paramount              | $374,111,707      |
| 5.  | Dinosaur                       | Disney                 | $349,822,765      |
| 6.  | How the Grinch Stole Christmas | Universal              | $345,141,403      |
| 7.  | Meet the Parents               | Universal / DreamWorks | $330,444,045      |
| 8.  | The Perfect Storm              | Warner Bros.           | $328,718,434      |
| 9.  | X-Men                          | Fox                    | $296,339,527      |
| 10. | What Lies Beneath              | DreamWorks / Fox       | $291,420,351      |

## Premii

### Oscar
- Cel mai bun film:
- Cel mai bun regizor:
- Cel mai bun actor:
- Cea mai bună actriță:
- Cel mai bun film străin:

Articol detaliat: Oscar 2000

### César
- Cel mai bun film:
- Cel mai bun actor:
- Cea mai bună actriță:
- Cel mai bun film străin:

Articol detaliat: Césars 2000

### BAFTA
- Cel mai bun film:
- Cel mai bun actor:
- Cea mai bună actriță:
- Cel mai bun film străin: